# Lac Asador
Le lac Asador ou lac Guitarra est un lac d'Argentine. Il est situé au centre-nord du département de Río Chico de la province de Santa Cruz, en Patagonie.

## Géographie
Le lac est allongé d'ouest en est. Sa surface se trouve à une altitude de 1 120 mètres. Il couvre une superficie de plus ou moins 25 km2. Il est alimenté principalement par la fonte des neiges et des glaces du versant sud-est du cerro Belgrano (haut de 1 961 mètres). 
Le lac est situé à moins de 40 kilomètres à l'est du lac Belgrano, donc du parc national Perito Moreno, une vingtaine de kilomètres au sud-est du Cerro Belgrano, moins de 10 km au sud-sud-est du lac Olnie II et 19 kilomètres au nord-est de la lagune Klementek.

## Un système endoréique
Le lac est au centre d'un système endoréique, comprenant lui-même, son court émissaire intermittent, et sa lagune de décharge recueillant les eaux excédentaires lors des crues.
Son émissaire, qui prend naissance à son extrémité orientale est intermittent. Lors des crues (de printemps généralement), il évacue le trop-plein d'eau du lac Asador vers une grande lagune salée, généralement à sec et située une quinzaine de kilomètres plus à l'est. Ce système permet une vidange régulière des eaux du lac, et d'éviter ainsi que des sels ne s'y accumulent. Les sels sont en effet systématiquement chassés vers la lagune de décharge.